# Parachiton textilis
Parachiton textilis är en blötdjursart som beskrevs av Powell 1936. Parachiton textilis ingår i släktet Parachiton och familjen Leptochitonidae. Inga underarter finns listade i Catalogue of Life.